# Leucothoe germanalcyone
Leucothoe germanalcyone is een vlokreeftensoort uit de familie van de Leucothoidae. De wetenschappelijke naam van de soort is voor het eerst geldig gepubliceerd in 1992 door Hirayama.